# Freak on a Leash
«Freak on a Leash» es una canción de la banda Korn. Fue lanzado como el segundo sencillo desprendido de su tercer álbum de estudio Follow the Leader y también está incluido en su compilación Greatest Hits, Vol. 1 de 2004. La canción fue vuelta a trabajar para una interpretación acústica en 2006 para el MTV Unplugged de Korn. Recibió mucha difusión por los medios (a pesar de eso no pudo entrar en el Billboard Hot 100) de rock, como MTV (con quién habían encontrado recientemente apoyo importante) y MuchMusic.
El cantante Jonathan Davis ha confirmado que la letra se dirige a formas de explotación por la industria de la música (un rasgo común para la banda también evidente en su "Y'All Want a Single" de 2003). La pista ofrece un número de scats hacia el final, y de beatboxing antes de la interrupción. Normalmente es tocada en las presentaciones en vivo de la banda.
Richard Cheese and Lounge Against the Machine dieron vuelta a esta canción en una versión Swing Big Band en su álbum del 2006 "The Sunny Side of the Moon: The Best of Richard Cheese".

## Listado de canciones (sencillo en CD 1999)
1. «Freak On A Leash» (Álbum Versión)
2. «Freak On A Leash» (Dante Ross Mix)
3. «Freak On A Leash» (Freakin' Bitch Mix) (aka Butch Vig Mix)
4. «Freak On A Leash» (Josh A's Beast On A Leash Mix)
5. «Freak On A Leash» (DJ Lethal Freak Mix)

## Vídeo musical
El vídeo de protesta fue creado sobre todo en la animación por Todd McFarlane (las ilustraciones de Follow the Leader se toma de estas escenas), mezclado con una interpretación en vivo de la banda, dirigidos por Jonathan Dayton y Valerie Faris.
El vídeo es acerca de un grupo de niños traspasando un acantilado para jugar, un guardia de seguridad avisa de estos y accidentalmente suelta su arma y esta se dispara. Sobre la inspección, la bala sale a través de la pared (resulta que la pieza animada del vídeo está en un cartel) fuera de un cartel y va a volar alrededor imparable, no haciendo caso de la fricción y de otras fuerzas para pararla, destruyendo todo lo que atraviesa (con todo no golpea o mata a cualquier persona, aunque falla ocasionalmente a gente por meras pulgadas), entrando en un cartel de Korn, vuela alrededor de la banda y así sucesivamente hasta que entra al cartel original de nuevo. Termina con una pequeña muchacha que la toma y que devuelve la bala al guardia. Las imágenes finales de éste, se reflejan en el comienzo del video musical de Falling Away from Me.
El vídeo se alzó con un Premio Grammy al mejor video musical y dos premios MTV Video Music Awards (nominados en 9 categorías).

## Premios
Con el pasar de los años, la canción ha ganado numerosos reconocimientos, desde su lanzamiento y hasta recientemente. En 2000, la banda ganó su primer Grammy al mejor video y fue nominado en la categoría mejor interpretación de hard rock y también ganó dos MTV Video Music Awards. En 2004, la canción fue elegida por los lectores de la revista Kerrang! como la segunda mejor de todos los tiempos. Dos años más tarde, su vídeo musical se ubicó en la décima posición de los 100 mejores videos en una elección votado por los usuarios británicos de Kerrang!, y apareció en la lista de VH1 Top 40 Metal Songs Of All Time en el número 23. También se convirtió en un gran éxito en Australia donde recibió la certificación del disco de oro con 35 000 unidades vendidas. La canción fue la decimoquinta canción más popular también en el ranking anual del año 1999 en la lista australiana del Triple J Hottest 100.

## Letra

### Jonathan Davis comenta respecto al significado
El cantante Jonathan Davis ha confirmado que la letra se dirige a formas de explotación por la industria de la música:
“ That's my song against the music industry. Like me feeling like I'm a fuckin' pimp, a prostitute. Like I'm paraded around. I'm this freak paraded around but I got corporate America fuckin' making all the money while it's taking a part of me. It's like they stole something from me, they stole my innocence and I'm not calm anymore. I worry constantly.	”
En la letra se puede apreciar el mensaje:
"Cada vez que empiezo a creer, algo es violado y tomado de mi… de mí" ("Everytime I start to believe something's raped and taken from me...from me")
"Algo toma una parte de mi, parte de mí..., parte de mí..., parte de mí..." (Something takes a part of me, part of me..., part of me..., part of me...")
La canción ofrece un número de scats hacia el final:
"Boom na da mmm dum na ema
Da boom na da mmm dum na ema
Da boom na da mmm dum na ema
Da boom na da mmm dum na ema
Da boom na da mmm dum na ema
Da boom na da mmm dum na ema
Go!"

## Download 2006 y Family Values Tour 2006
El 10 de junio de 2006, Jonathan Davis cayó enfermo, perdiéndose así el concierto en Download. El cantante fue substituido por un cast de all-star. Corey Taylor de Slipknot/Stone Sour cantó los vocales para esta canción. La mezcla dio tan buen resultado que en la gira de Family Values Corey se unió con Jonathan para cantar el estribillo (I know I cannot take this face; I know it's my life in disgrace) (sic). La versión de Famlily Values está disponible en Family Values Tour 2006 cd/dvd, mientras que la de Download 2006 está disponible con transferencia directa digital vía varios Web site de contrabando.

## «Freak on a Leash» en Los Simpsons
Freak on a Leash, tiene una breve aparición, en el capítulo "Stop or My Dog Will Shoot" o (¡Para, o mi perro dispara! en Hispanoamérica ).Donde, el perro, de esta familia (conocido como Pequeño Ayudante de Santa Claus en España y Ayudante de Santa o Huesos en Hispanoamérica), rescata a Homero de un laberinto de hecho de maíz, la breve aparición, es cuando ayudante de santa, entra en el sembradío de maíz, para luego encontrarse con Homero y luego rescatarlo.

## MTV Unplugged
El 9 de diciembre de 2006, una versión acústica de la canción fue grabada con Davis cantando a dueto con Amy Lee de Evanescence, en los MTV Studios en Times Square, ciudad de Nueva York para el set acústico de KoЯn's Unplugged. Fue lanzado como sencillo el 13 de febrero de 2007. Esta versión logró alcanzar el número 89 del Billboard Hot 100.

### Posicionamiento en listas
Versión original
| Lista (1999)                            | Mejor posición |
| --------------------------------------- | -------------- |
| Alemania (Media Control AG)             | 58             |
| Australia (ARIA)                        | 22             |
| Canadá (RPM Alternative 30)             | 25             |
| Estados Unidos (Bubbling Under Hot 100) | 6              |
| Estados Unidos (Modern Rock Tracks)     | 6              |
| Estados Unidos (Mainstream Rock Songs)  | 10             |
| Nueva Zelanda (Recorded Music NZ)       | 43             |
| Países Bajos (Dutch Top 40)             | 22             |
| Reino Unido (UK Singles Chart)          | 24             |

Versión para el MTV Unplugged
| Lista (2007)                           | Mejor posición |
| -------------------------------------- | -------------- |
| Estados Unidos (Billboard Hot 100)     | 89             |
| Estados Unidos (Alternative Songs)     | 29             |
| Estados Unidos (Mainstream Rock Songs) | 22             |
| Estados Unidos (Pop 100)               | 73             |

### Certificaciones
| País      | Organismo certificador | Certificación | Ventas | Ref.  |
| --------- | ---------------------- | ------------- | ------ | ----- |
| Australia | ARIA                   | Disco de Oro  | 35 000 | [ 4 ] |